# 簡信回
簡信回（1961年8月16日—）綽號「警界天師」，中國廣東番禺人，退休香港高級警員，研究修練茅山神功道法、符籙、風水命理及道家氣功逾20年，為多間大型企業公司的風水顧問。

## 簡歷
簡信回於2002年開始設館授徒，教授茅山神功及玄學等法科項目。此外，簡信回一直免費幫助善信驅邪鎮煞及解決與靈異相關的問題，因而獲得警界天師的稱號。。

## 電視、電影
有線電視
- 怪談 (電視節目)
- 恐怖在線
- 祈談
- 山城搜奇
- 新MON怪談

無線電視
- 區區有鬼故
- 直播靈接觸

ViuTV
- 《總有一隻喺左近》（第14集）（2016年）

## 著作
- 《戰魂》 2004
- 《警界靈訊》 2008